# Maureillas-las-Illas
Maureillas-las-Illas (Catalaans: Morellàs i les Illes) is een gemeente in het Franse departement Pyrénées-Orientales (regio Occitanie). De plaats maakt deel uit van het arrondissement Céret. Maureillas-las-Illas telde op 1 januari 2022 2.859 inwoners.

## Bezienswaardigheden
Op het grondgebied van de gemeente ligt de preromaanse kapel Saint-Martin-de-Fenollar. De kapel hing af van de toenmalige Abdij Sainte-Marie d'Arles. In de 12de eeuw werden prachtige schilderingen aangebracht op de binnenmuren. Later werd de kapel langdurig gebruikt als landbouwbergruimte. Desondanks werden heel wat fresco's gered dankzij de restauratie die in de jaren 50 en 60 van de 20e eeuw werd uitgevoerd. Alle bewaarde fresco's bevinden zich op de muren van het koor. Zeker vermeldenswaardig zijn, op de zuidmuur, de afgebeelde drie koningen en op het gewelf, de majestatische Christus gevat in een mandorla en omgeven door de vier evangelisten.

## Geografie
De oppervlakte van Maureillas-las-Illas bedroeg op 1 januari 2022 42,1 vierkante kilometer; de bevolkingsdichtheid was toen 67,9 inwoners per km².

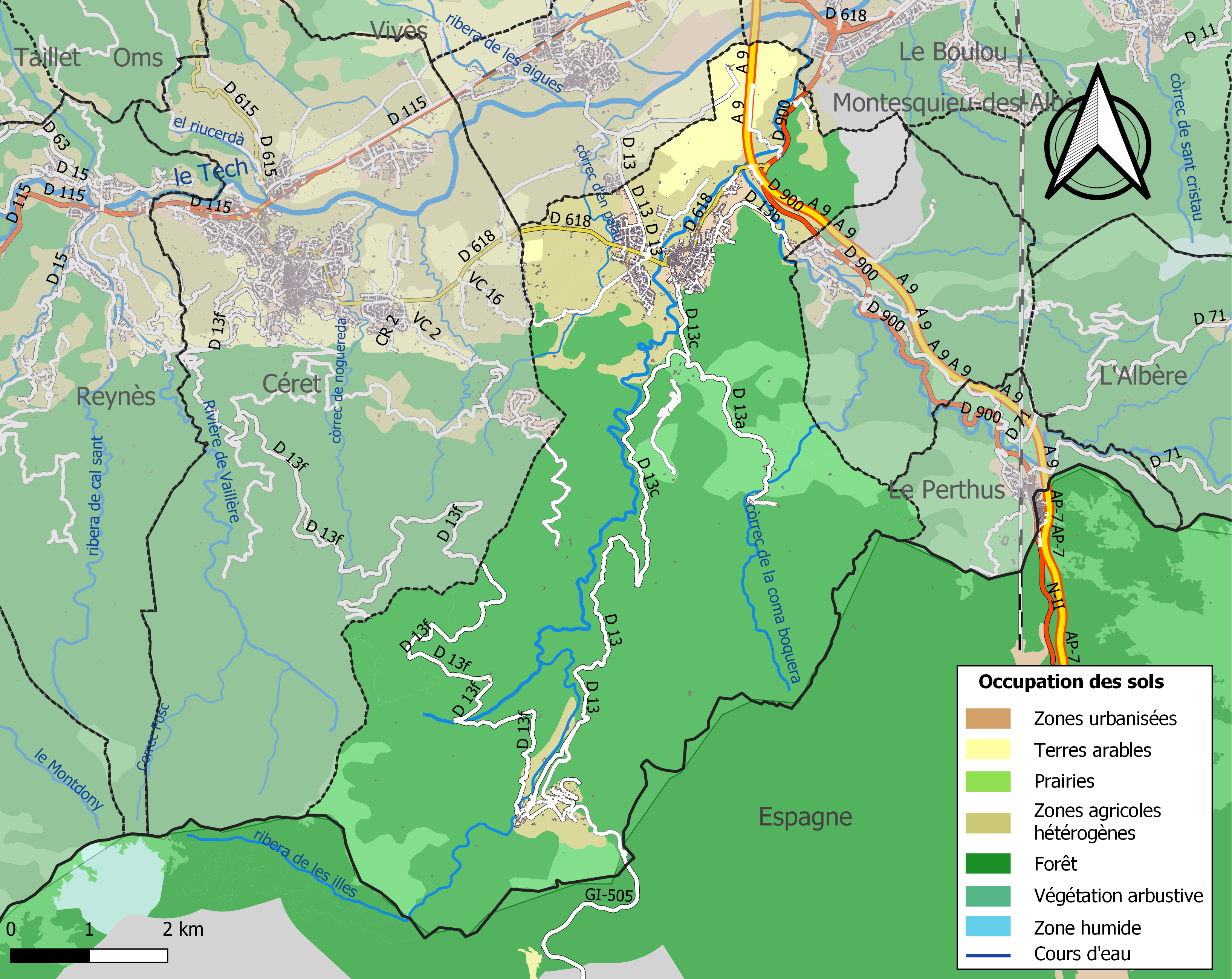
Kaart van de gemeente met de belangrijkste infrastructuur, bodemgebruik en omliggende gemeenten

```
De gemeente ligt in 
Vallespir
.
```

## Demografie
Onderstaande figuur toont het verloop van het inwonertal (bron: INSEE-tellingen).